# Polietina bascincta
Polietina bascincta är en tvåvingeart som först beskrevs av Stein 1904.  Polietina bascincta ingår i släktet Polietina och familjen husflugor. Inga underarter finns listade i Catalogue of Life.